# Équipe d'Italie de Fed Cup
L'équipe d'Italie de Fed Cup est l’équipe qui représente l’Italie lors de la compétition de tennis féminin par équipe nationale appelée Fed Cup (ou « Coupe de la Fédération » entre 1963 et 1994).
Elle est constituée d'une sélection des meilleures joueuses de tennis italiennes du moment sous l’égide de la Fédération italienne de tennis.

## Résultats par année

### 1963 - 1969
- 1963 (4 tours, 16 équipes) : l’Italie s'incline au 1er tour contre les États-Unis.
- 1964 (5 tours, 20 équipes) : après un « bye » au 1er tour, l’Italie s'incline au 2e tour contre l’Allemagne de l'Ouest.
- 1965 (4 tours, 11 équipes) : après une victoire au 1er tour contre l’Allemagne de l'Ouest, l’Italie s'incline en 1/4 de finale contre les États-Unis.
- 1966 (5 tours, 21 équipes) : après un « bye » au 1er tour et une victoire contre la Rhodésie au 2e tour, l’Italie s'incline en 1/4 de finale contre l’Allemagne de l'Ouest.
- 1967 (5 tours, 17 équipes) : après une victoire au 1er tour contre la Belgique et les Pays-Bas au 2e tour, l’Italie s'incline en 1/4 de finale contre la Grande-Bretagne.
- 1968 (5 tours, 23 équipes) : après une victoire au 1er tour contre le Mexique, l’Italie s'incline au 2e tour contre l’URSS.
- 1969 (5 tours, 20 équipes) : après un « bye » au 1er tour et une victoire contre le Mexique au 2e tour, l’Italie s'incline en 1/4 de finale contre les États-Unis.

### 1970 - 1979
- 1970 (5 tours, 22 équipes) : après une victoire au 1er tour par forfait de la Pologne, l’Italie s'incline au 2e tour contre la France.
- 1971 (4 tours, 14 équipes) : l’Italie s'incline au 1er tour contre les États-Unis.
- 1972 (5 tours, 31 équipes) : après une victoire au 1er tour contre l’Espagne et la Norvège au 2e tour, l’Italie s'incline en 1/4 de finale contre l’Australie.
- 1973 (5 tours, 30 équipes) : l’Italie s'incline au 1er tour contre les États-Unis.
- 1974 (5 tours, 29 équipes) : après une victoire au 1er tour contre la Belgique et  Israël au 2e tour, l’Italie s'incline en 1/4 de finale contre l’Australie.
- 1975 (5 tours, 31 équipes) : après une victoire au 1er tour contre le Brésil et la Roumanie au 2e tour, l’Italie s'incline en 1/4 de finale contre l’Australie.
- 1976 (5 tours, 32 équipes) : après une victoire au 1er tour contre le Luxembourg, l’Italie s'incline au 2e tour contre l’Allemagne de l'Ouest.
- 1977 : l’Italie ne participe pas à cette édition organisée à Eastbourne.
- 1978 (5 tours, 32 équipes) : l’Italie s'incline au 1er tour contre la Roumanie.
- 1979 (5 tours, 32 équipes) : après une victoire au 1er tour contre la Thaïlande, l’Italie s'incline au 2e tour contre la France.

### 1980 - 1989
- 1980 (5 tours, 32 équipes) : après une victoire au 1er tour contre la Belgique, l’Italie s'incline au 2e tour contre l’URSS.
- 1981 (5 tours, 32 équipes) : après une victoire au 1er tour contre la Yougoslavie, l’Italie s'incline au 2e tour contre les Pays-Bas.
- 1982 (5 tours, 32 équipes) : l’Italie s'incline au 1er tour contre la Grande-Bretagne.
- 1983 (qualifications + 5 tours, 39 équipes) : après une victoire au 1er tour contre l’Autriche, l’Italie s'incline au 2e tour contre la Tchécoslovaquie.
- 1984 (qualifications + 5 tours, 36 équipes) : après une victoire au 1er tour contre le Canada et l’Autriche au 2e tour, l’Italie s'incline en 1/4 de finale contre les États-Unis.
- 1985 (qualifications + 5 tours, 38 équipes) : après une victoire au 1er tour contre  Taïwan et le Mexique au 2e tour, l’Italie s'incline en 1/4 de finale contre l’Australie.
- 1986 (qualifications + 5 tours, 42 équipes) : après une victoire au 1er tour contre la Nouvelle-Zélande et la Yougoslavie au 2e tour, l’Italie s'incline en 1/4 de finale contre les États-Unis.
- 1987 (qualifications + 5 tours, 42 équipes) : après une victoire au 1er tour contre la Belgique, l’Italie s'incline au 2e tour contre la Grande-Bretagne.
- 1988 (qualifications + 5 tours, 36 équipes) : après une victoire au 1er tour contre la Pologne, l’Italie s'incline au 2e tour contre l’Australie.
- 1989 (qualifications + 5 tours, 40 équipes) : l’Italie s'incline au 1er tour contre la Nouvelle-Zélande.

### 1990 - 1999
- 1990 (qualifications + 5 tours, 44 équipes) : après une victoire au 1er tour contre la Finlande, l’Italie s'incline au 2e tour contre la Grande-Bretagne.
- 1991 (qualifications + 5 tours + barrages, 56 équipes) : après une victoire au 1er tour contre  Israël et la Grande-Bretagne au 2e tour, l’Italie s'incline en 1/4 de finale contre l’Allemagne.
- 1992 (5 tours + barrages, 32 équipes) : après une défaite au 1er tour contre la Corée du Sud, l’Italie s'incline en play-offs contre la Hongrie.
- 1993 (5 tours + barrages, 32 équipes) : après une victoire au 1er tour contre  Israël, l’Italie s'incline au 2e tour contre la République tchèque.
- 1994 (5 tours, 32 équipes) : après une victoire au 1er tour contre le Danemark, l’Italie s'incline au 2e tour contre la France.

La compétition change de format à compter de 1995 : la Coupe de la Fédération devient Fed Cup.
- 1995 (3 tours, 8 équipes + groupe mondial II, play-offs I et II) : après une défaite en groupe mondial II contre le Canada, l’Italie s'incline en play-offs II contre l’Indonésie.
- 1996 : l’Italie concourt dans les compétitions par zones géographiques.
- 1997 (3 tours, 8 équipes + groupe mondial II, play-offs I et II) : l’Italie l’emporte en play-offs II contre l’Indonésie.
- 1998 (3 tours, 8 équipes + groupe mondial II, play-offs I et II) : après une victoire en groupe mondial II contre l’Autriche, l’Italie l’emporte en play-offs I contre la République tchèque.
- 1999 (3 tours, 8 équipes + groupe mondial II, round robin play-offs) : après une victoire en 1/4 de finale du groupe mondial contre l’Espagne, l’Italie s'incline en 1/2 finale contre les États-Unis.

### 2000 - 2009
- 2000 (round robin + 2 tours, 13 équipes) : l’Italie échoue dans sa qualification en round robin du groupe mondial.
- 2001 (2 tours + round robin + finale, 16 équipes + play-offs) : après une victoire au 1er tour du groupe mondial contre la Croatie, l’Italie s'incline en 1/4 de finale contre la France.
- 2002 (4 tours, 16 équipes + play-offs) : après une victoire au 1er tour du groupe mondial contre la Suède et la Belgique en 1/4 de finale, l’Italie s'incline en 1/2 finale contre la Slovaquie.
- 2003 (4 tours, 16 équipes + play-offs) : après une victoire au 1er tour du groupe mondial contre la Suède, l’Italie s'incline en 1/4 de finale contre les États-Unis.
- 2004 (4 tours, 16 équipes + play-offs) : après une victoire au 1er tour du groupe mondial contre la République tchèque, l’Italie s'incline en 1/4 de finale contre la France.
- 2005 (3 tours, 8 équipes + groupe mondial II, play-offs I et II) : après une défaite en 1/4 de finale du groupe mondial contre la Russie, l’Italie l’emporte en play-offs I contre la République tchèque.
- 2006 (3 tours, 8 équipes + groupe mondial II, play-offs I et II) : après une victoire en 1/4 de finale du groupe mondial contre la France et l’Espagne en 1/2 finale, l’Italie l’emporte en finale contre la Belgique.

| Belgique - Italie - 2 : 3 Spiroudome, Charleroi, Belgique 16 - 17 septembre, Dur (int.) |                                |                                   |                    |
| 1                                                                                       | Kirsten Flipkens               | Francesca Schiavone               | 1-6, 3-6           |
| 1                                                                                       | Justine Henin                  | Flavia Pennetta                   | 6-4, 7-5           |
| 1                                                                                       | Justine Henin                  | Francesca Schiavone               | 6-4, 7-5           |
| 1                                                                                       | Kirsten Flipkens               | Mara Santangelo                   | 7-63, 3-6, 0-6     |
| 1                                                                                       | Kirsten Flipkens Justine Henin | Francesca Schiavone Roberta Vinci | 6-3, 2-6, 0-2, ab. |

- 2007 (3 tours, 8 équipes + groupe mondial II, play-offs I et II) : après une victoire en 1/4 de finale du groupe mondial contre la Chine et la France en 1/2 finale, l’Italie s'incline en finale contre la Russie.

| Russie - Italie - 4 : 0 Small Sports Arena "Luzhniki", Moscou, Russie 15 - 16 septembre, Dur (int.) |                             |                               |                |
| 1                                                                                                   | Anna Chakvetadze            | Francesca Schiavone           | 6-4, 4-6, 6-4  |
| 1                                                                                                   | Svetlana Kuznetsova         | Mara Santangelo               | 6-1, 6-2       |
| 1                                                                                                   | Svetlana Kuznetsova         | Francesca Schiavone           | 4-6, 7-67, 7-5 |
| 1                                                                                                   | Elena Vesnina               | Mara Santangelo               | 6-2, 6-4       |
| 1                                                                                                   | Nadia Petrova Elena Vesnina | Mara Santangelo Roberta Vinci | Non joué       |

- 2008 (3 tours, 8 équipes + groupe mondial II, play-offs I et II) : après une défaite en 1/4 de finale du groupe mondial contre l’Espagne, l’Italie l’emporte en play-offs I contre l’Ukraine.
- 2009 (3 tours, 8 équipes + groupe mondial II, play-offs I et II) : après une victoire en 1/4 de finale du groupe mondial contre la France et la Russie en 1/2 finale, l’Italie l’emporte en finale contre les États-Unis.

| Italie - États-Unis - 4 : 0 Circolo del Tennis "Rocco Polimeni", Reggio de Calabre, Italie 07 - 08 novembre, Terre (ext.) |                           |                         |                  |
| 1 | Flavia Pennetta           | Alexa Glatch            | 6-3, 6-1         |
| 1 | Francesca Schiavone       | Melanie Oudin           | 7-62, 6-2        |
| 1 | Flavia Pennetta           | Melanie Oudin           | 7-5, 6-2         |
| 1 | Francesca Schiavone       | Alexa Glatch            | Non joué         |
| 1 | Sara Errani Roberta Vinci | Liezel Huber Vania King | 4-6, 6-3, [11-9] |

### 2010 - 2015
- 2010 (3 tours, 8 équipes + groupe mondial II, play-offs I et II) : après une victoire en 1/4 de finale du groupe mondial contre l’Ukraine et la République tchèque en 1/2 finale, l’Italie l’emporte en finale contre les États-Unis.

| États-Unis - Italie - 1 : 3 San Diego Sports Arena, San Diego, États-Unis 06 - 07 novembre, Dur (int.) |                            |                           |           |
| 1 | Coco Vandeweghe            | Francesca Schiavone       | 2-6, 4-6  |
| 1 | Bethanie Mattek            | Flavia Pennetta           | 6-74, 2-6 |
| 1 | Melanie Oudin              | Francesca Schiavone       | 6-3, 6-1  |
| 1 | Coco Vandeweghe            | Flavia Pennetta           | 1-6, 2-6  |
| 1 | Liezel Huber Melanie Oudin | Sara Errani Roberta Vinci | Non joué  |

- 2011 (3 tours, 8 équipes + groupe mondial II, play-offs I et II) : après une victoire en 1/4 de finale du groupe mondial contre l’Australie, l’Italie s'incline en 1/2 finale contre la Russie.
- 2012 (3 tours, 8 équipes + groupe mondial II, play-offs I et II) : après une victoire au 1er tour du groupe mondial contre l’Ukraine, l’Italie s'incline en 1/2 finale contre la République tchèque.
- 2013 (3 tours, 8 équipes + groupe mondial II, play-offs I et II) : après une victoire au 1er tour du groupe mondial contre les États-Unis et la République tchèque en 1/2 finale, l’Italie l’emporte en finale contre la Russie.

| Italie - Russie - 4 : 0 Tennis Club Cagliari, Cagliari, Italie 02 - 03 novembre, Terre (ext.) |                             |                                       |                  |
| 1                                                                                             | Roberta Vinci               | Alexandra Panova                      | 5-7, 7-5, 8-6    |
| 1                                                                                             | Sara Errani                 | Irina Khromacheva                     | 6-1, 6-4         |
| 1                                                                                             | Sara Errani                 | Alisa Kleybanova                      | 6-1, 6-1         |
| 1                                                                                             | Roberta Vinci               | Irina Khromacheva                     | Non joué         |
| 1                                                                                             | Karin Knapp Flavia Pennetta | Margarita Gasparyan Irina Khromacheva | 4-6, 6-2, [10-4] |

- 2014 (3 tours, 8 équipes + groupe mondial II, play-offs I et II) : après une victoire au 1er tour du groupe mondial contre les États-Unis, l’Italie s'incline en 1/2 finale contre la République tchèque.
- 2015 (3 tours, 8 équipes + groupe mondial II, play-offs I et II) : après une défaite au 1er tour du groupe mondial contre la France, l’Italie l’emporte en play-offs I contre les États-Unis.

## Bilan de l'équipe
Résultats des confrontations entre l’Italie et ses adversaires les plus fréquents (3 rencontres minimum dans les groupes mondiaux).
| #  | Adversaires        | Rencontres | Victoires | Défaites | % victoires |
| -- | ------------------ | ---------- | --------- | -------- | ----------- |
| 1  | États-Unis         | 14         | 5         | 9        | 36 %        |
| 2  | France             | 9          | 3         | 6        | 33 %        |
| 3  | République tchèque | 8          | 5         | 3        | 63 %        |
| 4  | Belgique           | 6          | 6         | 0        | 100 %       |
| 5  | Australie          | 6          | 1         | 5        | 17 %        |
| 6  | Espagne            | 5          | 3         | 2        | 60 %        |
| 7  | Russie             | 5          | 2         | 3        | 40 %        |
| 8  | Grande-Bretagne    | 5          | 1         | 4        | 20 %        |
| 9  | Allemagne          | 4          | 1         | 3        | 25 %        |
| 10 | Ukraine            | 3          | 3         | 0        | 100 %       |
| 11 | Autriche           | 3          | 3         | 0        | 100 %       |
| 12 | Israël             | 3          | 3         | 0        | 100 %       |
| 13 | Mexique            | 3          | 3         | 0        | 100 %       |

## Bilan des joueuses les plus sélectionnées
Ce bilan est calculé sur la base des rencontres officielles des groupes mondiaux et barrages I et II. Les rencontres des tableaux dits de « consolation » et celles par « zones géographiques » ne sont pas prises en compte. Les joueuses comptant moins de 5 sélections ne sont pas reprises dans le tableau.
| #  | Joueuses              | De   | à    | Sélections | Matchs | Victoires | Défaites | % victoires |
| -- | --------------------- | ---- | ---- | ---------- | ------ | --------- | -------- | ----------- |
| 1  | Adriana Serra Zanetti | 1995 | 2002 | 8          | 13     | 7         | 6        | 54 %        |
| 2  | Anna-Maria Nasuelli   | 1970 | 1973 | 5          | 8      | 3         | 5        | 38 %        |
| 3  | Daniela Marzano       | 1970 | 1980 | 14         | 22     | 12        | 10       | 55 %        |
| 4  | Flavia Pennetta       | 2003 | 2015 | 19         | 31     | 25        | 6        | 81 %        |
| 5  | Francesca Schiavone   | 2002 | 2013 | 23         | 48     | 27        | 21       | 56 %        |
| 6  | Laura Garrone         | 1985 | 1992 | 10         | 12     | 4         | 8        | 33 %        |
| 7  | Laura Golarsa         | 1989 | 1998 | 5          | 6      | 4         | 2        | 67 %        |
| 8  | Lea Pericoli          | 1963 | 1975 | 17         | 30     | 15        | 15       | 50 %        |
| 9  | Linda Ferrando        | 1991 | 1993 | 5          | 8      | 4         | 4        | 50 %        |
| 10 | Lucia Bassi           | 1969 | 1975 | 9          | 10     | 4         | 6        | 40 %        |
| 11 | Mara Santangelo       | 2005 | 2007 | 7          | 10     | 6         | 4        | 60 %        |
| 12 | Maria Elena Camerin   | 2001 | 2011 | 5          | 6      | 1         | 5        | 17 %        |
| 13 | Maria-Teresa Riedl    | 1964 | 1970 | 11         | 14     | 7         | 7        | 50 %        |
| 14 | Raffaella Reggi       | 1983 | 1992 | 20         | 32     | 17        | 15       | 53 %        |
| 15 | Rita Grande           | 1994 | 2003 | 10         | 15     | 4         | 11       | 27 %        |
| 16 | Roberta Vinci         | 2001 | 2015 | 26         | 33     | 27        | 6        | 82 %        |
| 17 | Rosalba Vido          | 1972 | 1976 | 7          | 8      | 5         | 3        | 63 %        |
| 18 | Sabina Simmonds       | 1978 | 1984 | 11         | 18     | 7         | 11       | 39 %        |
| 19 | Sandra Cecchini       | 1983 | 1995 | 24         | 31     | 16        | 15       | 52 %        |
| 20 | Sara Errani           | 2008 | 2015 | 18         | 34     | 22        | 12       | 65 %        |
| 21 | Silvia Farina         | 1993 | 2004 | 17         | 31     | 19        | 12       | 61 %        |
| 22 | Sylvana Lazzarino     | 1963 | 1970 | 7          | 8      | 5         | 3        | 63 %        |
| 23 | Tathiana Garbin       | 1999 | 2008 | 11         | 13     | 6         | 7        | 46 %        |